# أزدرخت بغوري
أزدرخت بغوري (الاسم العلمي:Melia bogoriensis) هو نوع غير مؤكد من النباتات يتبع جنس الأزدرخت من الفصيلة الأزدرختية.